# Cassidulina
Cassidulina es un género de foraminífero bentónico de la subfamilia Cassidulininae, de la familia Cassidulinidae, de la superfamilia Cassidulinoidea, del suborden Buliminina y del orden Buliminida. Su especie tipo es Cassidulina laevigata. Su rango cronoestratigráfico abarca desde el Eoceno superior hasta la Actualidad.

## Discusión
Clasificaciones previas incluían Cassidulina en el suborden Rotaliina del orden Rotaliida.

## Clasificación
Se han descrito numerosas especies de Cassidulina. Entre las especies más interesantes o más conocidas destacan:
- Cassidulina carapitana
- Cassidulina carinata
- Cassidulina laevigata
- Cassidulina margareta
- Cassidulina monstruosa
- Cassidulina norvangi

Un listado completo de las especies descritas en el género Cassidulina puede verse en el siguiente anexo.
En Cassidulina se ha considerado el siguiente subgénero:
- Cassidulina (Orthoplecta), aceptado como género Orthoplecta